# جیمی مورالس
جیمی مورالس (انگلیسی: Jimmy Morales؛ زادهٔ ۱۸ مارس ۱۹۶۹) یک سیاست‌مدار و رئیس‌جمهور گواتمالا است.
جیمی مورالس، کمدین سابق تلویزیونی است که هیچ سابقه‌ای در دنیای سیاست نداشت ولی در انتخابات ریاست جمهوری گواتمالا در سال ۲۰۱۵ برنده شد. شعار وی که در دور دوم انتخابات توانست ۷۲ درصد آرا را به دست آورد، مبارزه با فساد در گواتمالا بود.